# Stadi sul cammino della vita
Stadi sul cammino della vita. Studi di autori diversi raccolti, dati alle stampe e pubblicati da Hilarius il Rilegatore (in danese Stadier på Livets Vej) è un'opera del filosofo Søren Kierkegaard del 1845, al cui interno vengono raccolti scritti firmati con gli pseudonimi Hilarius il Rilegatore, William Afham e Frater Taciturnus. Viene considerato una specie di continuazione della raccolta Enten-Eller che prevalentemente si occupa di vita etica e vita estetica, mentre qui l'autore si occupa di vita religiosa.
Scritto in un periodo (1843-45) di fervente creatività, il libro esce a poca distanza anche da Timore e tremore, Il concetto dell'angoscia, La ripetizione, Briciole filosofiche e Prefazioni, anch'essi come i primi due pubblicati con pseudonimi, mentre l'autore raccoglie a propria firma anche alcuni discorsi edificanti.
Alcune sezioni (soprattutto In vino veritas), sono state successivamente pubblicate a sé stanti. Scrive Ludovica Koch che questa raccolta include "caleidoscopi teorici, prismi che rifrangono e disperdono le schegge di un'idea, macchine ipotetiche. Abbagliano e frastornano il lettore con intenzione: slogano le sue simmetrie mentali, dissipano le sue sicurezze argomentative, in una specie di "genere polifonico" che sembra ripromettersi "(per eleganza, per arbitrio, per fastidio del pomposo genere tedesco del trattato filosofico) di non scrivere veri libri; ma, a seconda dell'occasione, non-libri, quasi-libri o pre-libri, non importa se brevi o se farraginosi e lunghissimi; e di inventare a ogni apertura di carte un genere nuovo".
L'ombra di Regine Olsen (per la quale è stato detto sia concepito Colpevole? Non colpevole? come una sorta di "messaggio cifrato") e la promessa mancata di matrimonio dell'autore danno al libro anche una possibile interpretazione di natura autobiografica e diaristica.

## Struttura dei capitoli
- Lectori benevolo (prefazione di Hilarius il Rilegatore)
- In vino veritas (rimembranza riferita da William Afham)
- Considerazioni varie sul matrimonio in risposta a delle obiezioni da parte di un marito
- Colpevole? Non colpevole? Una storia di passione (esperimento psicologico di Frater Taciturnus)
- Epistola al lettore (di Frater Taciturnus)
  - Che cos'è l'amore infelice, e qual è la sua variante in questo esperimento?
  - Il malinteso come principio tragico e comico-tragico utilizzato nell'esperimento
  - Sul maggiore bisogno di realtà storica del tragico rispetto al comico
  - Il pentimento impedito dialetticamente a costituirsi
    - Uno sguardo fuggevole all'Amleto

  - L'eroe. La passione
    - Le sofferenze autoinflitte
    - L'autolesionismo

  - Non pentirsi di nulla è la suprema saggezza
- Conclusione

## In vino veritas
Dopo un preludio sulla natura dei ricordi, la sezione racconta, a modello del Simposio di Platone, di cinque uomini che si incontrano e discutono d'amore. Essi sono Johannes (detto il Seduttore, già narratore del Diario del seduttore in Enten-Eller), Victor Eremita (che ha raccolto lo stesso libro), Constantin Constantius (presunto autore de La ripetizione) e altri due (il Giovane e Il Sarto) e si incontrano di sera, a tavola, per cena. Sotto l'effetto del vino bevuto, ognuno racconta qualcosa.
Il primo a parlare è il Giovane che parla dell'idealità dell'amore e dice di non aver mai avuto storie. Questo però non gli evita di porgere ai convitati le sue riflessioni. Il secondo a parlare è Constantin, che racconta di una donna e del suo rapporto con lei, che dice sia stato un gioco. "Più la donna è intelligente, più è divertente". Illustra quindi il caso di un'infedeltà e quindi si scusa per aver parlato troppo a lungo. Il terzo a parlare è Victor. Egli parla di galanteria e dell'ispirazione che la donna dona all'uomo, di come lo renda nobile, ma anche gli faccia correre il rischio di perdere il contatto con l'immediatezza. Dice che il seduttore si afferma con inganno, ma allo stesso tempo è dipendente dalla donna e in questo si differenzia dal marito. Victor avrebbe continuato forse a parlare ma viene interrotto dal Sarto che parla del rapporto tra esperienza e teoria, di moda e di decenza. Il tema è la civetteria, dato che "gli uomini ignorano tutto quello che i sarti sanno bene", e dunque l'uomo farebbe bene a non intrattenere rapporti con nessuna donna: "la donna non gli appartiene, benché non appartenga ad alcun altro, ella appartiene al fantasma creato dalla frequentazione contro natura della riflessione femminile con la riflessione femminile: la moda. Ecco perché la donna dovrebbe sempre giurare sulla moda, ché allora il suo giuramento avrebbe senso, giacché la moda è l'unica cosa a cui ella pensi costantemente, l'unica che le sia veramente congeniale e che capisca a fondo". A questo punto parla il quinto convitato, Johannes il Seduttore. Egli parla della perfezione femminile, della sua capacità incantatrice, dicendo che "è in assoluto la cosa più seducente che esista in cielo e in terra". Parlando del mito dell'origine dell'uomo prima della donna dice che "si può concepire l'esistenza di un unico tipo di uomo e basta. L'idea di donna, invece, è un universale che non si esaurisce in nessuna donna", ella è "presente, vicina, eppure infinitamente lontana, nascosta nel suo pudore, finché non rivela ella stessa il suo nascondiglio; senza saperne il perché, non è lei, ma la vita stessa a fare da astuto delatore". Continuando a esercitare ammirazione verso le donne, conclude dicendo che se anche volesse essere un marito sceglierebbe una ragazza già sedotta, poiché ella è il sacramento stesso della vita, un essere splendido, ancora di più per il fatto che non esiste donna simile a un'altra: "nell'uomo, l'essenziale è l'essenziale, che è quindi sempre lo stesso; nella donna, l'essenziale è l'accidentale, cioè l'inesauribile differenza"
A questo punto gli ospiti si separano, ma prima di prendere le carrozze, mentre vengono preparati i cavalli, fanno ancora una passeggiata, scorgendo per strada il giudice Vilhelm con la moglie. Mentre commentano sulla coppia, Victor si allontana e, saltando da una finestra, prende "in prestito" un manoscritto del giudice (che è poi la seconda sezione del libro).

## Considerazioni varie sul matrimonio
Qui si racconta del matrimonio che "è, e sarà sempre, il più importante viaggio di scoperta che un uomo possa intraprendere; qualsiasi altra forma di conoscenza della vita è superficiale se rapportata a quella di un marito, poiché egli è l'unico ad aver conosciuto la vita nel modo più giusto e più profondo". Lodando il matrimonio, si parla di fedeltà, fiducia, responsabilità nella coppia, tentazioni, complessità, con l'opinione che "ogni marito sa quel che io so". L'amore, che Kierkegaard distingue tra Elskov (passione amorosa), Forelskelse (innamoramento) e Kjærlighed (amore, soprattutto in senso religioso), è il tema centrale, nei suoi vari aspetti: eros, legame (τέλος), capriccio o decisione, confronto di individualità, difficoltà e coraggio. L'autore del manoscritto sostiene che "se l'unione degli innamorati non è un matrimonio fin dall'inizio, non lo diventerà mai" Lega quindi la felicità alla capacità di prendere decisioni, sostenendo che "la decisione è l'idealità dell'uomo" e che una decisione richiede sempre un intervento dell'eterno, una transazione con Dio, essa "è firmata in cielo, e controfirmata poi nella temporalità". Nella rassegna delle obiezioni possibili alle sue opinioni, il giudice fa quindi un discorso di tipo spirituale o religioso, dicendo che "occorre una saggezza di gran lunga maggiore per rimanere nella felice illusione dell'entusiasmo, del mistero, dell'amore, della chimera e del miracolo, piuttosto che scapparsene di casa nudo come un verme e mezzo ammattito a forza di buonsenso [...] Non appena la ragione tenta di spiegare o di concepire l'innamoramento, ecco apparire il ridicolo, il che, in altri termini, è come dire che diventa ridicola la ragione". Riflettere non serve, l'innamoramento è un miracolo.
A un certo punto il manoscritto sembra rispondere alla discussione dei convitati della sezione precedente, sia nel mettere la fede prima della ragione, sia nello stabilire che l'analisi della "differenza tra i sessi, o un'indagine sul primato fra i due sessi, è un problema ozioso per sfaccendati e vecchi scapoli". È l'amare stesso che è non criticare. Ricordando un trattato di Agrippa von Nettesheim, prosegue ironizzando sulle opinioni correnti secondo le quali il matrimonio sia meno poetico e meno entusiasmante dell'innamoramento. Scrive quindi sull'umorismo, sulla bellezza femminile che non sfiorisce con l'età, sulla gelosia nei confronti dei figli (facile da superare), sulla cura dei bambini da parte dell'amore materno: "da sposa, la donna è più bella che da fanciulla, da madre, più bella che da sposa", sui casi possibili di vedovanza. Parla quindi di Goethe, come esempio delle deviazioni dell'innamoramento che non sanno giungere alla decisione del matrimonio, ma nemmeno frequentare le illusioni da seduttori. "Il matrimonio è tanto intollerante con chi vuol servire due padroni quanto sfavorevoile ai disertori", ma questo non deve sembrare un incoraggiamento a prendere una decisione a suo favore perché è una responsabilità che bisogna prendere da soli. Tuttavia bisogna sapere che "senza passione non si arriva mai alla decisione, ma ci si attarda a chiacchierare con il tale e il talaltro, con i filosofi e con i venditori di chincaglierie, si vedono tante cose e si trovano tante cose da dire, come l'uomo che, per essersi dimenticato di scendere dalla nave, finì col fare il giro del mondo; ovvero, per dirla con tono meno faceto: senza passione, nessuno vedrà mai la terra promessa, ma soccomberà nel deserto". Seppure nella donna, il passaggio alla sfera religiosa avviene senza riflessione,
(Kiekegaard, op. cit., p. 288)

## Colpevole? Non colpevole?
Con il sottotitolo Una storia di passione. Esperimento psicologico di Frater Taciturnus, in questa sezione l'autore finge di aver ritrovato delle carte pescandole da un lago. Si tratta di una specie di diario amoroso, in qualche modo simile a I dolori del giovane Werther di Goethe, a The Complaint: or Night-Thoughts on Life, Death & Immortality di Edward Young o allo stesso Diario del seduttore. Qui un giovane ha scritto i propri pensieri alternando sentimenti di colpa e dichiarazioni di innocenza. I ragionamenti sono stati visti come autobiografici, rispetto al fidanzamento rotto con Regine Olsen, sul quale Kierkegaard si è soffermato anche nei Diari. Gli appunti vanno dal 3 gennaio al 7 luglio, scritti a volte di mattina e a volte a tarda sera, in giorni diversi o nello stesso giorno.

## Epistola al lettore
In questa sezione si rivela a sorpresa che la sezione precedente non è un ritrovamento, ma un esperimento costruito da Frater Taciturnus al modo in cui Constantin Constantius aveva fatto ne La ripetizione. Ci si domanda che cos'è l'amore infelice, si ragiona sul rapporto tra poesia e passione, amorosa ma anche politica, sul risentimento, sui malintesi che danno principio alla tragedia e al comico-tragico, si analizza la serie di incontri tra i due giovani, guidata da "psicologie eterogenee" secondo cinque punti:
- 1. Lui è introverso, a lei non riesce di esserlo
- 2. Lui è malinconico, lei piena di gioia di vivere
- 3. Lui è essenzialmente un pensatore, lei no
- 4. Lui è etico-dialettico, lei estetica e immediata
- 5. Lui è simpatetico, lei innocentemente egoista

In fin dei conti, conclude, i due non si amano. I successivi quattro capitoli si fanno più filosofici e teologici, sul tema del comico e del tragico e sul loro rapporto con la realtà, sull'idealità dei comportamenti, sul bisogno dell'etica di separarsi dall'estetica. Un altro tema presente è quello del pentimento, legato all'infelicità di Amleto, visto come dramma religioso che mette la sofferenza al posto del trionfo. Da qui si può partire per capire cosa sia la malattia e la salute, nonché la miseria e la loro rappresentazione estetica. Fa quindi riferimento ad Aristotele e alla sua idea di dramma che promuove commozione o terrore (e quindi purificazione). A livello religioso però non si interrompe la fede con la compassione, né si teme il destino solo perché qualcuno lo subisce: quel che si deve temere è la colpa. Lo scrittore, nella finzione appunto Frater Taciturnus, però non è un religioso e della religione si interessa solo come fenomeno da osservare, e quindi ha tempo (come tutti gli osservatori) di riflettere, non è costretto a spalancare la porta alla gloria divina. Nell'appendice al capitolo 5 si parla di autolesionismo, facendo riferimento all'Heautontimorumenos di Terenzio e all'effetto comico nel vedere chi si autoinfligge sofferenza. Ma questo solo sul piano estetico: dal punto di vista religioso, l'autolesionismo è colpevole (non si guarisce con il riso ma con il pentimento, figura dell'interiorità) e consiste nel fermarsi a metà rispetto alla gioia, al progetto, per cui siamo qui, di giungere al sublime. Perché l'uomo è immortale ed è tragico che non lo sia e insieme comico che lo sia in ogni caso (una possibilità incancellabile). L'ultimo capitolo giunge alla conclusione che non bisogna pentirsi di nulla o, meglio, non bisogna rimpiangere nulla. È vero che chi non ha fatto mai un progetto non deve soffrire la pena di vederlo fallire. Ma bisognerebbe lo stesso decidersi all'azione, anche arbitraria (come un magistrato non trovando colpevoli comincia a interrogare uno qualsiasi dei sospettati), ma comunque deliberante. Anche pentirsi (che non è un fare, ma un lasciarsi accadere dentro qualcosa) è un capovolgimento per il quale non serve la scusa di non avere tempo o di non aver trovato il luogo a esso adatto, perché una volta capito ciò tempo e spazio diventano da sé sufficienti.

## Conclusione
Dubitando che siano rimasti lettori a giungere fino a qui, Kierkegaard, nelle vesti del curatore, dice di aver avuto un solo pensiero, rimanendo ancorato al quale tutti si sono allontanati e quindi ora può parlare indisturbato a se stesso. "L'uomo religioso è, secondo la mia opinione, l'uomo saggio", ma non come un sofista che confonde la sfera estetica con la sfera religiosa trasformando la religione in poesia e storia, o chiude questa storia in metafisica, inventando un sistema, o ancora riduce il religioso a etica immediata, dando alla religione valore morale positivo, mentre l'etica è piuttosto pentimento. La saggezza è rallegrarsi dell'esistenza, del "piccolo mondo che è il mio ambiente"
Non è vero che Copenaghen, che è questo mondo, sia noiosa, non vivace o viva solo di ricordi. Basta non lasciarsi sfuggire l'occasione di una conversazione che possa essere insegnamento, meglio ancora dei libri, nella propria lingua madre, quotidianamente. "Chi è felice nel presente, e pieno di capacità inventive per farselo andar bene, non dedica molti momenti ad aspettative impareggiabili; non le insegue e non se ne lascia turbare". Anche inascoltato, in mezzo a chi si diverte a considerare tutto ciò una seduzione pericolosa o inutile, la saggezza è questo scrivere occupandosi semplicemente di sé.

## Edizioni
- Stadier paa Livets Vei, 1845, in Samlede Værker, VI, 1920-36
- In vino veritas (parziale), a cura di Knud Ferlov, Lanciano: Carabba, 1910; 1943; con introduzione di Antonio Pieretti, 2003 ISBN 978-88-6344-008-9
- In vino veritas. Un ricordo riferito da William Afham (parziale), a cura di Domenico Pertusati, introduzione di Nicola Abbagnano, Rapallo: Ipotesi, 1982
- In vino veritas (parziale), a cura di Icilio Vecchiotti, Roma-Bari: Laterza, 1983 ISBN 88-420-2273-X ISBN 88-420-6438-6
- Stadi sul cammino della vita (intero), a cura di Ludovica Koch, Milano: Rizzoli, 1993 ISBN 88-17-18716-X ISBN 978-88-1717-338-4
- In vino veritas (parziale), a cura di Dario Borso e Simonella Davini, Milano: Tranchida, 1996 ISBN 88-8003-282-8
- Sul matrimonio. In risposta alle obiezioni di un marito (parziale), Milano: BUR, 2006 ISBN 88-17-00973-3
- In vino veritas (parziale), a cura di Laura Liva, con un saggio di Marco Vozza, Torino: Ananke, 2010 ISBN 978-88-7325-343-3